# شاور، سوات
شاور (به انگلیسی: Shawar) یک منطقهٔ مسکونی در پاکستان است که در خیبر پختونخوا واقع شده‌است.